# Le Pirate, c'est moi
Pour plus de détails, voir Fiche technique et Distribution.
Le Pirate, c'est moi (titre original : Il pirata sono io!) est une comédie italienne réalisée par Mario Mattoli et sortie en 1940.

## Synopsis
Septembre 1795. À Santa Genoveffa, dans l'État de Santa Cruz, le gouverneur organise une attaque de la ville avec de faux pirates pour se lier d'amitié avec le vice-roi en visite, mais cela se termine mal. Une invasion ultérieure par de vrais pirates met en difficulté le gouverneur, qui ne parvient à organiser la défaite des envahisseurs qu'avec l'aide du professeur José.

## Fiche technique
- Titre original italien : Il pirata sono io![1]
- Titre français : Le Pirate, c'est moi[2]
- Réalisation : Mario Mattoli
- Scenario : Vittorio Metz, Marcello Marchesi, Steno, Federico Fellini
- Photographie : Aldo Tonti
- Montage : Mario Serandrei
- Musique : Cesare Andrea Bixio, Giovanni Fusco
- Décors : Piero Filippone
- Costumes : Mario Rappini
- Maquillage : Piero Mecacci
- Société de production : Produzione Capitani Film
- Pays de production :  Royaume d'Italie
- Langue originale : Italien
- Format : Noir et blanc - 1,37:1 - Son mono - 35 mm
- Durée : 78 minutes
- Genre : Comédie
- Dates de sortie :
  - Royaume d'Italie : 20 octobre 1940
  - France : 30 juillet 1951

## Distribution
- Erminio Macario : José
- Juan de Landa : Bieco De La Muerte
- Enzo Biliotti : le gouverneur
- Dora Bini : Olivia
- Mario Siletti : le vice-roi
- Carmen Navascues : la vice-reine
- Agnese Dubbini : l'infirmière
- Katiuscia Odinzova : Lupita
- Luigi Garrone : pirate
- Carlo Moreno : chanteur pirate
- Carlo Rizzo : Pedro
- Pina Piovani : une roturière
- Nino Pavese : pirate de l'équipage de José
- Giovanni Onorato : officier de canon
- Vittorio Vaser : Senza L'Occhio
- Tino Scotti : le barbier
- Gino Scotti : le pirate Calvo
- Emilio Brunetta : Mano Uncinata
- Giovanni Barrella : le chef de cuisine
- Giulio Battiferri : faux pirate
- Iginia Armilli :
- Celio Bucchi :
- Teodoro Canaletti :

## À noter
- Le film a été tourné dans les Studios Pisorno de Tirrenia, une frazione de Pise.